# GROMACS
GROMACS (Groningen Machine for Chemical Simulations) ist ein Softwarepaket für Simulationen und Auswertungen molekulardynamischer Prozesse (MD), das ursprünglich an der Universität Groningen entwickelt wurde. Heute findet die Unterstützung und Weiterentwicklung an verschiedenen Orten und Einrichtungen statt, darunter die Universität Uppsala, Universität Stockholm und das Max-Planck-Institut für Polymerforschung.

## Eigenschaften
Ursprünglich wurde das GROMACS-Projekt in den frühen 1990er Jahren gestartet, um ein optimiertes Parallelcomputersystem für molekulare Simulation zu konstruieren. Das ganze System basierte anfänglich auf einer ringförmigen Architektur der beteiligten Rechner mit aufwändiger Kommunikation zwischen den einzelnen Knoten.
Die spezifischen Routinen basierten auf dem Programm GROMOS, das in derselben Arbeitsgruppe in Groningen entwickelt wurde. Sie wurden aber in C umgeschrieben, wohingegen GROMOS in Fortran77 geschrieben war.
Zusätzlich wurde eine Vielzahl spezifischer Elemente hinzugefügt, z. B.:
- eine besondere Routine, um die aufwändige Quadratwurzelberechnung zu umgehen
- optimierte Verarbeitung der Liste benachbarter Atome
- Berechnung der Virialgleichung als einfache anstatt doppelter Summe über die Partikel
- schnelle Gitternetz basierte Suche benachbarter Atome
- Verwendung von Vektor-Befehlssätzen (3DNow und SSE) auf Pentium (III und höher), Athlon und Duron Prozessoren.
- Verwendung von OpenCL und CUDA für GPU und MPI für Rechnernetze mit Version 5 oder 2016 und höher.
- Verwendung von SYCL ab Version 2021 als Ersatz von OpenCL (deprecated mit Version 2021)[7]
- Implementierung des DSSP-Algorithmus für die Sekundärstrukturvorhersage[8]

Der durchgehend optimierte Code macht GROMACS zu einem der schnellsten Programme im Bereich der molekularen Simulationen, die zurzeit (Stand Juli 2009) zu finden sind. Zusätzlich wird GROMACS durch die Unterstützung verschiedener Kraftfelder, wie AMBER, OPLS oder GROMOS sehr flexibel. Die Verbreitung unter GPL Lizenzierung ist ein weiterer erwähnenswerter Punkt von GROMACS. Durch diese Art der Lizenzierung ist das Paket bereits in vielen Linux-Distributionen enthalten bzw. kann recht einfach nachinstalliert werden.
Für das verteilte Rechnen ist eine MPI-Unterstützung bei der Installation als Option vorhanden. Das Projekt Folding@home der Stanford University nutzt GROMACS unter einer Nicht-GPL-Lizenz im Bereich der ab initio-Simulationen von Proteinfaltungen.
Das Paket umfasst knapp 100 Programme zur Durchführung und Analyse molekulardynamischer Berechnungen.